# Ingredienti composti
Gli ingredienti composti sono l'insieme di ingredienti usati per preparare il gelato artigianale.

## Storia
Verso i primi anni del Novecento, per esigenze di mercato - sia in termini di richiesta di maggiore varietà di gusti che in termini di qualità, bontà e sicurezza alimentare - si sviluppa accanto alla produzione artigiana del gelato un’industria dedicata esclusivamente a questo settore, suddivisa tra produttori di macchine per la lavorazione e produttori di ingredienti composti. Nel corso dei decenni, le aziende che realizzavano questi “nuovi prodotti” (all'inizio erano soprattutto ditte a conduzione familiare) sviluppano grazie alla continua ricerca, all’innovazione, alla tecnologia e alla collaborazione con i maestri gelatieri prodotti che rispondono sempre meglio alle aspettative del pubblico, anche alla luce delle più avanzate scoperte del settore riguardanti i metodi di conservazione e lavorazione.
Oggi sono quindi presenti sul mercato preparati pregevoli, ottimamente bilanciati e capaci di tenere conto di più variabili: dalle quantità che il gelatiere vuole produrre al tipo di macchina di cui dispone, dalla metodologia di lavorazione ai gusti e alle richieste del pubblico in termini di gamma, sapore, cremosità e reperibilità stagionale. Non solo: l'utilizzo degli ingredienti composti da parte dei gelatieri ha portato a un grande vantaggio per il settore, che si traduce in una maggiore disponibilità di tempo da riversare nella sperimentazione, nella ricerca, nella formazione, ambiti che andrebbero sempre coltivati con attenzione e cura perché generatori di creatività e professionalità. E inoltre, è proprio grazie agli ingredienti composti che si deve il grande sviluppo del gelato artigianale italiano in Italia e il suo successo e diffusione in tutto il mondo.

## Composizione
Per capire a fondo a cosa servono gli ingredienti composti, quale deve essere il loro impiego corretto e perché siano così importanti per la creazione di un gelato artigianale di qualità, occorre affrontare dal punto di vista tecnico alcuni aspetti della loro natura, alla luce anche dell'evoluzione che essi hanno vissuto. I primi prodotti destinati al laboratorio dell'artigiano gelatiere erano essenzialmente degli addensanti e dei collanti. La loro funzione era appunto quella di legare intimamente tutti gli ingredienti presenti nella miscela. Proprio perché non apportavano nulla dal punto di vista organolettico questi prodotti furono chiamati Neutri.
Prima della loro “invenzione”, la funzione legante era soprattutto affidata all'uovo; anche un'alta percentuale di zucchero conferiva alla miscela una certa viscosità. Qualche volta, però, per motivi economici la quantità delle uova veniva ridotta o addirittura eliminata e sostituita con dell'amido di cui è ben nota la caratteristica legante. Veniva usato anche dell'albume d'uovo, che per di più provocava un alto incorporamento di aria. Ma tutto questo era frutto di prove basate sull'intuizione e i risultati non erano mai costanti.
Il Neutro consentiva, finalmente, di ottenere dei risultati certamente più sicuri, cosicché fu adottato senza difficoltà. Inizialmente era costituito da sola farina di semi di carruba o gelatina o pectina, mentre, nel tempo si sono ottenuti migliori risultati miscelando più di uno di questi ingredienti naturali. La farina di semi di carruba è ancora uno dei pilastri dei nuovi Neutri, ma viene unita ad altri prodotti vegetali quali la farina di guar (estratta da una pianta prevalentemente presente in Pakistan), le carragenine (da alghe oceaniche), la gomma di cellulosa e gli alginati (sempre da alghe). Dove necessario, i Neutri hanno anche una componente “emulsionante”, per legare grassi e acqua. Storicamente si sono sempre usati i mono e di gliceridi, che sono un derivato speciale dei grassi vegetali.
Come spesso avviene, dopo un primo boom, anche i Neutri dimostrarono un difetto relativo soprattutto al loro uso. Bisognava, infatti, misurare la dose giusta, dallo 0,3 allo 0,5 per cento sul peso totale della miscela. Il gelatiere che lavorava con quantitativi piuttosto limitati aveva qualche difficoltà a pesare bene la sostanza senza oltrepassare o difettare i limiti previsti. Per risolvere questi inconvenienti si pensò di supportare questi additivi con materie prime già in uso del gelatiere come il destrosio o il latte in polvere, in modo da facilitarne il dosaggio.
Nacquero così le prime Basi che, oltre a contenere le miscele di stabilizzanti ed emulsionanti, presentavano altri ingredienti atti ad ottenere un prodotto finale ben bilanciato. La gamma delle Basi prodotte attualmente è molto vasta e diversificata e mette l'artigiano nelle condizioni di far fronte alle esigenze più specifiche del proprio esercizio e di soddisfare l'evolversi continuo dei gusti del consumatore, oltre a dare la certezza di operare correttamente con gli additivi in genere. Non solo, esse tengono conto di differenti utilizzi: per gelati al latte, per gelati di frutta con o senza latte, per sorbetti.
La stessa variante di prodotti si ritrova in un'altra vasta gamma di ingredienti composti: le Paste insaporienti, cioè caratterizzanti il sapore del gelato. Le paste sono preparate con materie prime naturali particolarmente scelte e qualche volta addizionate da aromi naturali che hanno l'unico obiettivo di equilibrare i sapori a seconda dei gusti del pubblico e delle scelte dei gelatieri. Questi prodotti spaziano dai gusti tradizionali (nocciola, caffè, gianduia, zabaione, tutti i tipi di frutta) ai gusti della frutta esotica, fino ad arrivare a fantasiose e particolari combinazioni.
Dietro a questi prodotti vi sono attente indagini di mercato, lunghe messe a punto nei laboratori di ricerca, altrettante prolungate e ripetute verifiche. Per il gelatiere artigiano, le paste rappresentano oggi un elemento importante, soprattutto per produrre una gamma estesa di gusti in quantità limitata, necessarie ad adeguare l'offerta giornaliera alle richieste del pubblico. Essendo queste paste dei prodotti fluidi (quindi umidi) l’aspetto microbiologico diventa di assoluto rigore.
È questo un argomento al quale le aziende produttrici pongono cura particolare, sia nella fase di ricezione delle materie prime, che nel corso delle lavorazioni ed infine in sede di controllo di qualità. L'artigiano può, a condizione di rispettare le buone regole di una manipolazione igienicamente corretta, inserire queste paste nelle sue miscele base senza pericolo di reinquinamento.
Un vantaggio grandemente apprezzato in queste paste, sia di quelle destinate ai gelati a base di latte sia per i gelati di frutta, è il loro impiego estremamente versatile, che consente all'artigiano di personalizzare la sua miscela, di dare un tocco creativo, in cui si rivela la sua professionalità. Un maestro gelatiere preparato, è colui che sa valutare i prodotti che gli vengono offerti, valorizzandoli ed apprezzandoli in funzione del risultato finale.
L'uso degli ingredienti composti, oltre a preservare l'artigianalità del gelato italiano contribuendo a mantenerne tradizione, qualità, varietà dei gusti, produzione costante, destagionalizzazione, garantisce il consumatore anche nei confronti dei parametri di sicurezza e igiene.
Come affermano noti microbiologi, la qualità microbiologica e igienica di questi prodotti è sempre garantita e certificata. Il loro contenuto microbico infatti è abitualmente a livelli molto bassi e non si riscontrano germi patogeni. Questo è possibile perché le aziende che producono gli ingredienti composti innanzitutto richiedono e comprano materie prime certificate e garantite sull'assenza di OGM. In secondo luogo hanno la struttura e la capacità per effettuare verifiche e controlli su quanto prodotto, processo che il gelatiere artigiano difficilmente è in grado di mettere in pratica nel suo laboratorio.
D'altra parte, le esigenze di conservazione dei cibi risalgono all'antichità, quando l'uomo ricorreva a tecniche dapprima rudimentali e poi sempre più evolute. Gli ingredienti composti quindi non sono un'invenzione dell'industria moderna, ma nascono e si sviluppano come necessità pratica per una migliore gestione delle materie prime sotto il profilo della conservazione, per bonificarle dal punto di vista microbiologico, per prepararle a successive, più specialistiche e creative lavorazioni.
Infine, un distinguo deve essere fatto tra Ingredienti composti e Miscele pronte, normali e semplici miscele per gelato, preparate secondo la classica procedura e confezionate, che necessitano solo di essere gelate senza l'aggiunta di altro. L'uso delle miscele pronte è però da considerarsi un fenomeno irrilevante in termini di quantitativi distribuiti, e che soprattutto non trova in Italia grande seguito poiché toglie al gelatiere la possibilità di personalizzare il proprio gelato.